# Ослы (пьеса)
«Ослы» (более точный перевод — «Комедия об ослах»; лат. Asinaria) — комедия римского драматурга Тита Макция Плавта, которую относят в связи с некоторыми особенностями её композиции к раннему периоду творчества этого автора (III век до н. э.). Главные герои пьесы — афиняне Деменет и Аргирипп, отец и сын, которые пытаются найти денег на гетеру для Аргириппа.
Согласно прологу, «Ослы» являются латиноязычной переделкой комедии грека Демофила «Погонщик ослов», однако в других сохранившихся источниках этот драматург не упоминается. Существуют мнения о том, что из-за порчи текста в Демофила превратился комедиограф Дифил, либо что Плавт выбрал в качестве первоисточника совсем малоизвестную пьесу.

## Восприятие и значение
В эпоху Возрождения «Ослы» были поставлены в Риме — сначала на латыни (1480), а потом в переводе на итальянский язык (1514). Антиковеды констатируют, что эта пьеса — одна из лучших у Плавта, но описываемые в ней реалии весьма специфичны, из-за чего она оказала на литературу Нового времени меньшее влияние, чем другие комедии того же автора.
Русский драматург Александр Островский перевёл «Ослов» на русский язык (рукопись перевода была найдена в архиве Островского после его смерти).